# Серебродицирконий
Серебродицирконий — бинарное неорганическое соединение, интерметаллид
серебра и циркония
с формулой AgZr2,
кристаллы.

## Получение
- Сплавление стехиометрических количеств чистых веществ:

{\displaystyle {\mathsf {Ag+2Zr\ {\xrightarrow {1170^{o}C}}\ AgZr_{2}}}}

## Физические свойства
Серебродицирконий образует кристаллы
ромбической сингонии, пространственная группа I 4/mmm, параметры ячейки a = 0,32464 нм, c = 1,20037 нм, Z = 2,
структура типа дисилицида молибдена MoSi2
.
Соединение конгруэнтно плавится при температуре 1166 °C 
или образуется по перитектической реакции при температуре 1170 °C  (1190 °C )
и имеет область гомогенности 66÷69,2 ат.% циркония.